# Itororó
Itororó là một đô thị thuộc bang Bahia, Brasil. Đô thị này có diện tích 330,72 km², dân số năm 2007 là 20082 người, mật độ 60,7 người/km².